# Хенри Кемпбъл-Банерман
Хенри Кемпбъл-Банерман (на английски: Henry Campbell-Bannerman; 1836, Глазгоу – 1908, Лондон) е британски политик.
Роден като Хенри Кембъл в Келвинсайд Хаус в Глазгоу. Променя фамилното си име на Кембъл-Банерман, условие в завещанието на чичо му по майчина линия, което му осигурява наследството на имотите на чичо му в Кент.
През 1884 г. Кембъл-Банерман става член на кабинета на Гладстон като главен секретар за Ирландия. 
През 1886 г. и в периода 1892 до 1895 г. служи като държавен секретар по военните въпроси (министър на войната). Получава рицарското си звание, защото убеждава братовчеда на кралица Виктория, херцога на Кеймбридж, който възпира реформите в армията, да подаде оставка като главнокомандващ.
Той е 51-вият министър-председател на Обединеното кралство и лидер (председател) на Камарата на общините от 1905 до 1908 г. 
Кемпбъл-Банерман е член на Парламента на Обединеното кралство (от Шотландия) в продължение на 40 години - от 1868 до 1908 г. Докато е лидер на Либералната партия (1899-1908), междувременно е и лидер на опозицията (1899-1905), а след това е начело на правителството и на Камарата на общините.